# Katalin Kovács
Pour les articles homonymes, voir Kovács.
Katalin Kovacs est une kayakiste hongroise de course en ligne, née le 29 février 1976 à Budapest, en activité depuis 1997.

## Palmarès

### Jeux olympiques d'été
- Par équipes :
  - Jeux olympiques d'été de 2000 à Sydney ( Australie)
    -  Médaille d'argent en K-2 500 m.
    -  Médaille d'argent en K-4 500 m.

  - Jeux olympiques d'été de 2004 à Athènes ( Grèce)
    -  Médaille d'or en K-2 500 m.
    -  Médaille d'argent en K-4 500 m.

  - Jeux olympiques d'été de 2008 à Pékin ( Chine)
    -  Médaille d'or en K-2 500 m.
    -  Médaille d'argent en K-4 500 m.

  - Jeux olympiques d'été de 2012 à Londres ( Angleterre)
    -  Médaille d'or en K-4 500 m.
    -  Médaille d'argent en K-2 500 m.

### Championnats du monde
- Individuel :
  - Championnats du monde 1999 à Milan ( Italie)
    -  Médaille de bronze en K-1 1000 m.

  - Championnats du monde 2001 à Poznań ( Pologne)
    -  Médaille de bronze en K-1 500 m.

  - Championnats du monde 2002 à Séville ( Espagne)
    -  Médaille d'or en K-1 500 m.
    -  Médaille d'or en K-1 1000 m.

  - Championnats du monde 2003 à Gainsville ( États-Unis)
    -  Médaille d'or en K-1 500 m.
    -  Médaille d'or en K-1 1000 m.

  - Championnats du monde 2007 à Duisbourg ( Allemagne)
    -  Médaille d'or en K-1 500 m.
    -  Médaille d'or en K-1 1000 m.

  - Championnats du monde 2009 à Dartmouth ( Canada)
    -  Médaille d'or en K-1 500 m.
    -  Médaille d'or en K-1 1000 m.

  - Championnats du monde 2010 à Poznań ( Pologne)
    -  Médaille d'argent en K-1 1000 m.

- Par équipes :
  - Championnats du monde 1997 à Dartmouth ( Canada)
    -  Médaille d'argent en K-4 500 m.

  - Championnats du monde 1998 à Szeged ( Hongrie)
    -  Médaille d'or en K-4 200 m.
    -  Médaille d'argent en K-4 500 m.

  - Championnats du monde 1999 à Milan ( Italie)
    -  Médaille de bronze en K-2 500 m.
    -  Médaille d'or en K-4 200 m.
    -  Médaille d'or en K-4 500 m.

  - Championnats du monde 2001 à Poznań ( Pologne)
    -  Médaille d'or en K-4 200 m.
    -  Médaille d'or en K-4 500 m.

  - Championnats du monde 2002 à Séville ( Espagne)
    -  Médaille d'or en K-4 500 m.

  - Championnats du monde 2003 à Gainsville ( États-Unis)
    -  Médaille d'or en K-4 200 m.
    -  Médaille d'or en K-4 500 m.

  - Championnats du monde 2005 à Zagreb ( Croatie)
    -  Médaille d'or en K-2 200 m.
    -  Médaille d'or en K-2 500 m.
    -  Médaille d'or en K-2 1000 m.

  - Championnats du monde 2006 à Szeged ( Hongrie)
    -  Médaille d'or en K-2 200 m.
    -  Médaille d'or en K-2 500 m.
    -  Médaille d'or en K-2 1000 m.
    -  Médaille d'or en K-4 200 m.
    -  Médaille d'or en K-4 500 m.
    -  Médaille d'or en K-4 1000 m.

  - Championnats du monde 2007 à Duisbourg ( Allemagne)
    -  Médaille d'argent en K-4 200 m.
    -  Médaille d'argent en K-4 500 m.

  - Championnats du monde 2009 à Dartmouth ( Canada)
    -  Médaille d'or en K-2 500 m.
    -  Médaille d'argent en K-4 200 m.
    -  Médaille d'or en K-4 500 m.

  - Championnats du monde 2010 à Poznań ( Pologne)
    -  Médaille d'or en K-2 200 m.
    -  Médaille d'or en K-4 500 m.